# Challenger de Tarragona
El Open Tarragona Costa Daurada es un torneo de tenis, que se celebra anualmente en Tarragona, España, desde 2006. El evento es parte de las ATP Challenger Series.

## Anteriores ediciones

### Individuales
| Año  | Campeón              | Finalista         | Resultado de la final |
| ---- | -------------------- | ----------------- | --------------------- |
| 2006 | Paolo Lorenzi        | Younes El Aynaoui | 6-4, 7-6              |
| 2007 | Alberto Martín       | Peter Luczak      | 6-4, 7-5              |
| 2008 | Alberto Martín       | Simon Greul       | 6-7, 6-4, 6-4         |
| 2009 | Daniel Gimeno-Traver | Paolo Lorenzi     | 6-4, 6-0              |
| 2010 | Marcel Granollers    | Jaroslav Pospíšil | 1–6, 7–5, 6–0         |

### Dobles
| Año  | Campeones                           | Finalista                             | Resultado de la final |
| ---- | ----------------------------------- | ------------------------------------- | --------------------- |
| 2006 | Hugo Armando Gabriel Trujillo-Soler | Álex López Morón Santiago Ventura     | 6-3, 7-6              |
| 2007 | Marcel Granollers Salvador Ventura  | Pablo Andújar Daniel Muñoz-De La Nava | 6-4, 7-6              |
| 2008 | Dušan Karol Daniel Köllerer         | Marc Fornell Marc López               | 6-2, 6-2              |
| 2009 | Tomasz Bednarek Mateusz Kowalczyk   | Flavio Cipolla Alessandro Motti       | 6-1, 6-1              |
| 2010 | Guillermo Olaso Pere Riba           | Pablo Andújar Gerard Granollers-Pujol | 7–6(1), 4–6, [10–5]   |